# Cheat Codes
Cheat Codes is een Amerikaans muziektrio bestaande uit Matthew Russell, Trevor Dahl en Kevin Ford.

## Biografie
In 2015 beginnen de 3 leden van Cheat Codes, die allen een verschillende muziekachtergrond hebben in de hip-hop, rock en folk, met het samen produceren van House. De zomer van datzelfde jaar komt samen met Duits producer en dj Moguai de single Hold On uit.
Uit een samenwerking met Kris Kross Amsterdam komt in 2016 het nummer Sex, een remix van de in 1992 verschenen Let's Talk About Sex door Salt-n-Pepa.

## Discografie

### Singles
- Cheat Codes - Visions (2015)
- Cheat Codes ft. Feed The Beat - Adventure (2015)
- Cheat Codes ft. Lostboycrow - Senses (2015)
- Cheat Codes ft. Dresses - Don't Say No (2015)
- Moguai ft. Cheat Codes - Hold On (2015) [Spinnin' Deep]
- Cheat Codes - Follow You (2015)
- Cheat Codes - Say Goodbye (2016) [Thrive Music]
- Cheat Codes x Kris Kross Amsterdam - Sex (2016) [Spinnin' Records]
- LVNDSCAPE x Cheat Codes - Fed Up (2016) [Spinnin' Deep]
- Cheat Codes ft. Dresses - Please Don't Go (2016)
- Quintino x Cheat Codes - Can't Fight It (2016) [Spinnin' Records]
- Cheat Codes & Dante Klein - Let Me Hold You (Turn Me On) (2016) [Spinnin' Records]
- Cheat Codes - Queen Elisabeth (2016) [Spinnin' Records]
- Robin Schulz, David Guetta & Cheat Codes - Shed A Light (2016) [TONSPIEL]
- Cheat Codes ft. Demi Lovato - No Promises (2017)
- Cheat Codes ft. CADE - Stay With You (2017)
- Cheat Codes ft. Fetty wap - Feels Great (2017)
- Cheat Codes - Balenciaga (2018)
- Cheat Codes ft. DVBBS - I Love It (2018)

### Remixen
- Rita Ora & CharliXCX - Doing It (Cheat Codes Remix) (2015)
- Odesza - White Lies (Cheat Codes Remix) (2015)
- Zella Day - High (Cheat Codes Remix) (2016)
- Borns - Electric Love (Cheat Codes Remix) (2016)
- Justin Bieber - Love Yourself (Cheat Codes Remix) (2016)
- Maggie Lindemann - Pretty Girl (Cheat Codes x CADE Remix) (2017)
- MO - Nights With You (Cheat Codes Remix) (2017)

## Hitlijsten
| Single met eventuele hitnotering(en) in de Nederlandse Top 40 | Datum van verschijnen | Datum van binnenkomst | Hoogste positie | Aantal weken | Opmerkingen                                                   |
| ------------------------------------------------------------- | --------------------- | --------------------- | --------------- | ------------ | ------------------------------------------------------------- |
| Hold On                                                       | 21-09-2015            | 26-09-2015            | tip3            | -            | met Moguai                                                    |
| Sex                                                           | 19-02-2016            | 26-03-2016            | 2               | 16           | met Kris Kross Amsterdam                                      |
| Let Me Hold You (Turn Me On)                                  | 2016                  | 09-07-2016            | 35              | 4            | met Dante Klein / Nr. 60 in de Single Top 100                 |
| Queen Elisabeth                                               | 2016                  | 12-11-2016            | tip23           | -            |                                                               |
| Shed a Light                                                  | 2016                  | 17-12-2016            | 21              | 14           | met Robin Schulz & David Guetta / Nr. 97 in de Single Top 100 |
| No Promises                                                   | 2017                  | 03-06-2017            | 25              | 5            | met Demi Lovato / Nr. 75 in de Single Top 100                 |
| Pretty Girl (Cheat Codes x Cade remix)                        | 2017                  | 29-04-2017            | tip1            | -            | met Maggie Lindemann                                          |
| Feels Great                                                   | 2017                  | 28-10-2017            | tip14           | -            | met Fetty Wap & CVBZ                                          |
| Only You                                                      | 2018                  | 14-07-2018            | tip8            | -            | met Little Mix                                                |

| Single met hitnotering(en) in de Vlaamse Ultratop 50 | Datum van verschijnen | Datum van binnenkomst | Hoogste positie | Aantal weken | Opmerkingen                     |
| ---------------------------------------------------- | --------------------- | --------------------- | --------------- | ------------ | ------------------------------- |
| Hold On                                              | 21-09-2015            | 10-10-2015            | tip64           | -            | met Moguai                      |
| Sex                                                  | 19-02-2016            | 12-03-2016            | 25              | 12           | met Kris Kross Amsterdam        |
| Let Me Hold You (Turn Me On)                         | 2016                  | 16-07-2016            | tip5            | -            |                                 |
| Can't Fight It                                       | 2016                  | 23-07-2016            | tip             | -            | met Quintino                    |
| Shed a Light                                         | 2016                  | 03-12-2016            | tip13           | -            | met Robin Schulz & David Guetta |
| No Promises                                          | 2017                  | 14-04-2017            | tip             | -            | met Demi Lovato                 |
| Feels Great                                          | 2017                  | 04-11-2017            | tip             | -            | met Fetty Wap & CVBZ            |
| Only You                                             | 2018                  | 30-06-2018            | tip35           | -            | met Little Mix                  |
| Who's Got Your Love                                  | 2019                  | 04-05-2019            | tip             | -            | met Daniel Blume                |
| I Just Wanna                                         | 2020                  | 26-12-2020            | tip             | -            | met Felix Jaehn & Bow Anderson  |

- Gemeinsame Normdatei: 1316064271
- International Standard Name Identifier: 0000 0004 6975 3887
- MusicBrainz: 8b579b9a-84ef-4975-884f-19e988cfc181